# Rockwood (Tennessee)
Rockwood ist eine City im Roane County des US-Bundesstaats Tennessee. Das U.S. Census Bureau hat bei der Volkszählung 2020 eine Einwohnerzahl von 5.444 ermittelt.

## Geografie
Rockwood liegt am Ostrand des Cumberland Plateau, wo dieses in Crab Orchard Mountains übergeht. Die Westgrenze der Gemeinde ist auch gleichzeitig die Grenze zwischen Eastern Time Zone und Central Time Zone (s. Zeitzone#Zonenzeit UTC−5h bis UTC−4h). Einen Großteil der Südgrenze wird vom Fluss Tennessee gebildet. Dort wurde der Fluss zum Watts Bar Lake-Stausee aufgestaut.

## Geschichte
Rockwood wurde in den späten 1860er Jahren als Geschäftssitz für die Roane Iron Company auf Cherokee-Land  erbaut. Die Anregung dazu kam vom damaligen General William T. Wilder,  die Ortsbenennung erfolgte nach William O. Rockwood, dem ersten Präsidenten des Unternehmens.